# Kama Sywor Kamanda

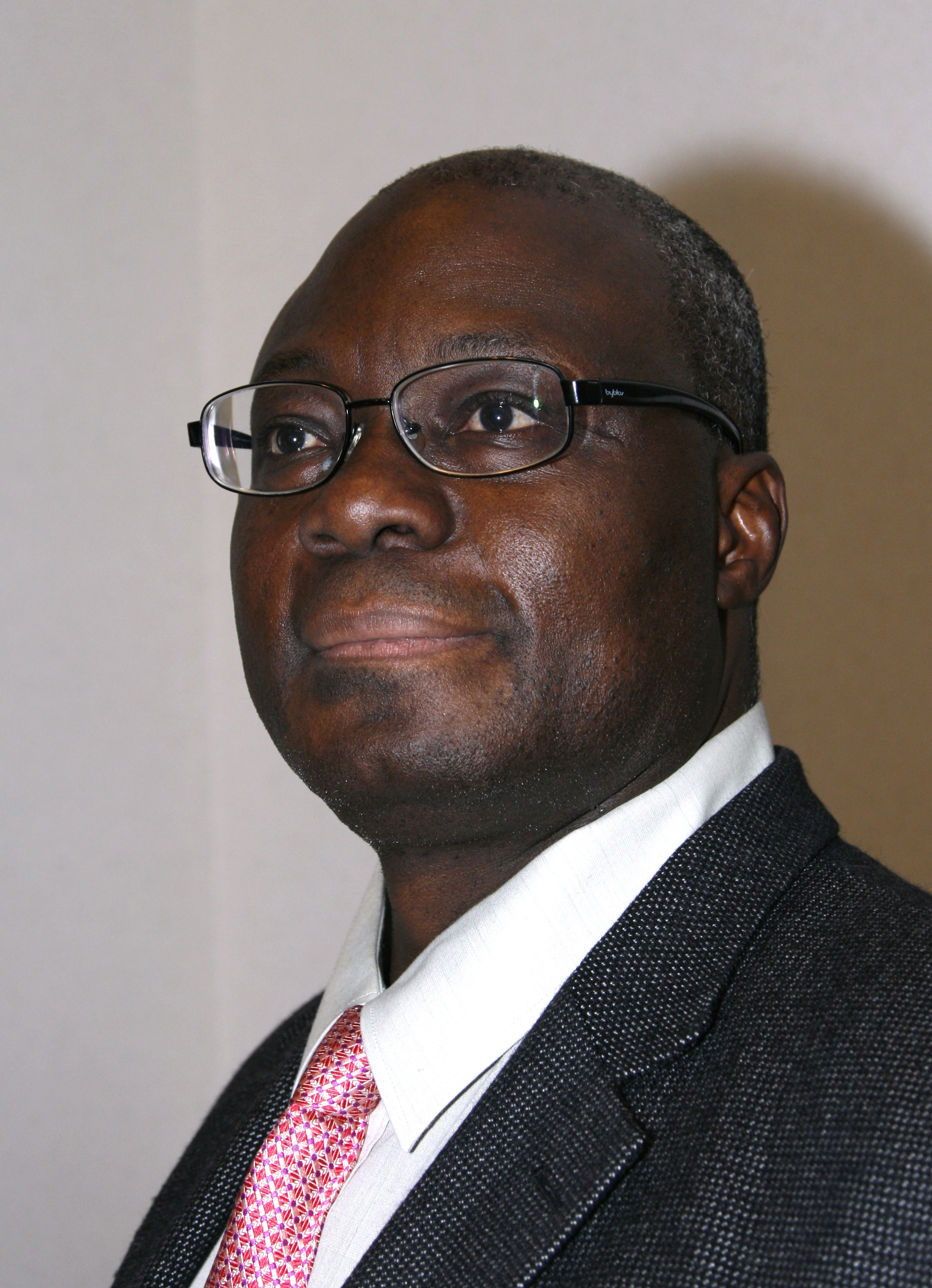
Kama Sywor Kamanda

Kama Sywor Kamanda (Luebo, Congo-Kinshasa, 11 november 1952) is een Congolees dichter, schrijver, verteller en dramaturg. Hij studeerde na zijn humaniora journalistiek, politieke wetenschappen en rechten in Europa en Afrika. Gastspreker op lezingen aan universiteiten wereldwijd en schrijver van culturele en politieke kritieken.

## Biografie
Kamanda Kama Sywor werd geboren op 11 november 1952, zoon van Kamenga Malaba Isaac, een kolonist van Egyptische afkomst, en Ngalula Kony Beneck.
Kamanda's jeugd speelt zich af in het familiedomein dat wordt gedomineerd door de landbouw. De vader van de dichter steunt Patrice Lumumba en andere aanhangers van de onafhankelijkheid van Zuid-Kasai financieel. Vanwege gebeurtenissen zoals het begin van de burgeroorlog, een ernstige politieke crisis en de moord op Patrice Lumumba, zocht zijn familie permanent zijn toevlucht in Kinshasa. Daar gaat hij de universiteit Saint-Gabriel binnen. In 1967 schreef hij de eerste verhalen over Tales of the African wake. Na de literaire geesteswetenschappen schreef hij zijn eerste gedichten in het Frans en drukte literaire kringen.Tegenwoordig is zijn literaire werk vertaald in vele talen en op 5 continenten.
In 1970 nam hij deel aan de oprichting van de Congolese Writers Union.
In 1977 werd hij gedwongen om de DRC te verlaten vanwege zijn activiteiten, daarna woonde hij in verschillende Europese landen voordat hij zich in Luxemburg vestigde. Gedurende deze tijd studeerde hij rechten aan de Universiteit van Luik
In 2005 heeft de Conseil international d'études francophones hem het prestigieuze erecertificaat Maurice-Cagnon toegekend voor zijn unieke bijdrage aan de Franstalige wereldliteratuur.
Kamanda heeft verschillende internationale literaire prijzen ontvangen en heeft wereldfaam verworven.

## Internationale prijzen
- 1987 – Prijs Paul Verlaine van de Académie française
- 1990 – Prijs Louise Labé
- 1991 – Grote literaire prijs van Zwart Afrika
- 1992 – Speciale vermelding Poésiades, Institut académique de Paris
- 1992 – ‘Jasmin d’argent’ voor de originaliteit van zijn dichtkunst van de literaire genootschap ‘le Jasmin d’argent’
- 1993 – Prijs Théophile Gauthier van de Académie française
- 1999 – Prijs Melina Mercouri, Vereniging van Griekse dichters en schrijvers
- 2000 – Millenniumdichter van het jaar 2000, International Poets Academy, India
- 2000 – Ereburger Joal-Fadiouth, Senegal
- 2002 – Grote poëzieprijs van de Internationale genootschap van Griekse schrijvers
- 2005 – Top 100 writers 2005, International Biographical Centre, Cambridge
- 2005 – Professional van het jaar 2005, International Biographical Centre, Cambridge
- 2005 – Man van het jaar 2005, American Biographical Institute
- 2005 – Eerbewijs voor zijn bijzondere bijdrage aan de Francofonie, Certificaat Maurice Cagnon, Internationale raad voor de studie van de Franse taal
- 2006 – Master Diploma for Specialty Honors in Writing, World Academy of Letters, Verenigde Staten
- 2006 – International Peace Prize 2006, United Cultural Convention, Verenigde Staten
- 2009 – Prijs Heredia van de Académie française

## Werken gewijd aan de auteur
- Marie-Claire De Coninck, Kama Kamanda : Au pays du conte, Paris, Éd. L'Harmattan, 1993.
- Pierrette Sartin, Kama Kamanda, Poète de l'exil, Paris, Éd. L'Harmattan, 1994.
- Marc Alyn (préf.), Kama Kamanda, Hommage, Éd. L'Harmattan, 1997.
- Isabelle Cata en Franck Nyalendo, Kama Sywor Kamanda, Luxemburg, éditions Paul Bauler, 2003.
- Marie-Madeleine Van Ruymbeke Stey (dir.), Regards critiques, Paris, Éd. L'Harmattan, 2007.